# Der 7. Sinn
Der 7. Sinn ist eine deutsche Fernseh-Informationssendung zur Verkehrssicherheit, die von 1966 bis 2005 ausgestrahlt wurde. Sie wird als die „Mutter aller Verkehrserziehungssendungen“ bezeichnet.

## Geschichte
Die Sendereihe entstand in der Nachfolge erfolgreicher Lehrfilme des TÜV Rheinlands mit dem Namen Ausschnitte aus einer Führerprüfung von 1964, gedreht in den Kölner Stadtteilen Ehrenfeld, Bilderstöckchen und Nippes.
Im Gegensatz zur Verkehrserziehung für Kinder und Jugendliche waren die Zielgruppen Autofahrer und erwachsene Verkehrsteilnehmer. Initiator der Sendereihe war Günter Wind (1917–2018). Prägend für die fünf Minuten langen Sendungen waren die Titelmusik, die vom ersten Autor und Regisseur Alfred Noell nach Motiven aus Kenny Clarkes Komposition Jay Jay kreiert wurde und die sonore Stimme von Egon Hoegen, der von Beginn an als Sprecher für die Sendung arbeitete. Die Bekanntheit des Titels hat dazu geführt, dass die Bezeichnung siebter Sinn gelegentlich auch für sechster Sinn, das heißt andere Sinne außerhalb der menschlichen Wahrnehmung, verwendet wird.
Die deutsche Erstausstrahlung fand am 4. Februar 1966 statt. Wöchentlich wurden Tipps zum richtigen Verhalten im Straßenverkehr präsentiert. Gezeigt wurden gestellte Unfälle in Alltagssituationen, aber auch Informationen zu physikalischen Grundsätzen (beispielsweise zum Bremsweg), psychologischen Hintergründen (wie beispielsweise Aggression) oder zu technischen Details von Automobilen (Servolenkung etc.). Obwohl viele Filme in den 1970er Jahren entstanden und heute antiquiert wirken, sind viele ihrer Inhalte nach wie vor aktuell.
Bis 1985 wurden die Sendungen vom WDR selbst produziert, seitdem in dessen Auftrag von der TV-Produktionsfirma Cine Relation. Verantwortlich für den Inhalt war der Leiter der Programmgruppe Service und Ratgeber, Karl Mertes. Die Sendung wurde in Zusammenarbeit mit der Deutschen Verkehrswacht erstellt.
Die Sendung wurde mit über 45 internationalen Preisen, Ehrungen und Urkunden ausgezeichnet.

## Nach der Einstellung
Die vorerst letzte Folge der Sendung wurde im Dezember 2005 ausgestrahlt. Die federführende ARD-Anstalt WDR hatte damals angekündigt, das Konzept der Sendung zu überarbeiten. Seitdem ist nichts geschehen, im Sommer 2007 forderten aber deutsche Politiker eine Wiederbelebung der Sendereihe.
Seit 2010 nutzt der Soldatensender für die Auslandseinsätze der Bundeswehr, Radio Andernach, kurze Einspieler, hinterlegt mit der Melodie des 7. Sinn und Texten, gesprochen von Egon Hoegen, um die Soldaten für das Thema Verkehrssicherheit zu sensibilisieren.
Inzwischen wird diese Sendung auch in vielen Ländern der Welt in zahlreichen Sprachen ausgestrahlt.